# Alexa Internet
Alexa Internet — дочірня компанія Amazon, відома своїм сайтом, де збиралась статистика про відвідуваність інших сайтів. Alexa збирала інформацію безпосередньо від користувачів, які встановили Alexa Toolbar, на основі якої формується статистика про відвідуваність сайтів (Alexa Rank) і списки взаємозв'язаних посилань. Штаб-квартира компанії була розташована в Каліфорнії, США. Сервіс був заснований в 1996 році та припинив функціювання наприкінці 2021 року.

## Історія
Компанія була заснована в 1996 році Брюстером Калі і Брюсом Гілліатом. У той час компанія пропонувала користувачам тулбар, який, знаючи шаблони поведінки свого призначеного для користувача спільноти, давав поради про те, куди користувачеві піти далі. Крім того, для кожного відвідуваного сайту показувався контекст: на кого він зареєстрований, скільки на ньому сторінок, на скільки інших сайтів він указує, і як часто оновлюється. Інженери компанії Alexa, спільно з архівом інтернету, створили Wayback Machine (Машину Часу). Крім того, Alexa поставляє інтернет архіву пошукових роботів.
У 1999 році компанія Amazon.com купила компанію Alexa приблизно за 250 мільйонів доларів в акціях Амазону.
Весною 2002 року Alexa почала співпрацю з компанією Google, а в січні 2003 з проєктом Open Directory. Проте в травні 2006 року Windows Live Search замінила Google в ролі постачальника пошукових результатів. А у вересні 2006 вони почали використовувати свою власну пошукову платформу. У грудні 2006, виходить Alexa Image Search. Зроблене власними силами, це перший великий додаток, побудований на їх Веб Платформі. Сьогодні Alexa переважно пошукова система, оснований на Open Directory Вебкаталог, і постачальник інформації про сайти. Alexa також постачає «інформацію про сайти» (англ. site info) для пошукового рушія A9.com.
У грудні 2005 Alexa відкрила свій величезний пошуковий індекс і пошукових роботів стороннім програмам через широкий набір вебсервісів і API. Їх можна використовувати, наприклад, для створення вертикальних пошукових двигунів, які могли б працювати як на серверах Alexa, так і в інших місцях. Унікальна можливість Пошукової Платформи Alexa — доступність стороннім розробникам необроблених пошукових даних.
У середу, 8 грудня 2021 року, Amazon оголосила про припинення своєї служби рейтингування вебсайтів та конкурентного аналізу, яка була доступна для громадськості понад 25 років. У заяві, вперше опублікованій на її сайті, зазначено повне припинення надання послуги з 1 травня 2022 року. З 8 грудня створювати облікові записи чи купувати підписку на сервісі вже неможливо. Наявні підписки будуть доступні до 1 травня 2022 року за UTC.

## Рейтинг
| Місце | У світі       | У США           | В Україні      |
| ----- | ------------- | --------------- | -------------- |
| 1     | Google.com    | Google.com      | Google.com     |
| 2     | Youtube.com   | Youtube.com     | Youtube.com    |
| 3     | Tmall.com     | Amazon.com      | Google.com.ua  |
| 4     | Baidu.com     | Yahoo.com       | BongaCams.com  |
| 5     | Qq.com        | Zoom.us         | Olx.ua         |
| 6     | Sohu.com      | Facebook.com    | Wikipedia.org  |
| 7     | Facebook.com  | Reddit.com      | Ukr.net        |
| 8     | Taobao.com    | Wikipedia.org   | Rozetka.com.ua |
| 9     | 360.cn        | Myshopify.com   | Privatbank.ua  |
| 10    | Jd.com        | Ebay.com        | Vk.com         |
| 11    | Amazon.com    | Office.com      | Prom.ua        |
| 12    | Yahoo.com     | Bing.com        | Rezka.ag       |
| 13    | Wikipedia.org | Live.com        | Zoom.us        |
| 14    | Weibo.com     | Microsoft.com   | Privat24.ua    |
| 15    | Sina.com.cn   | Chase.com       | Gismeteo.ua    |
| 16    | Zoom.us       | Instructure.com | Ria.com        |
| 17    | Xinhuanet.com | Netflix.com     | Sinoptik.ua    |
| 18    | Live.com      | Instagram.com   | Facebook.com   |
| 19    | Reddit.com    | Twitch.tv       | I.ua           |
| 20    | Netflix.com   | Zillow.com      | Ok.ru          |